# Roger Hammond
Pour les articles homonymes, voir Hammond.
Pour l'acteur, voir Roger Hammond (acteur).
Roger Hammond est un coureur cycliste anglais né le 30 janvier 1974 à Harlington. Il est passé professionnel en 1998. Il participe à la fois aux compétitions de cyclisme sur route et de cyclo-cross. Il est spécialiste des courses du Nord. Il a notamment terminé troisième à Paris-Roubaix 2004 et deuxième à Gand-Wevelgem 2007. Sans contrat fin 2011, il met un terme à sa carrière de coureur professionnel et est annoncé en juillet 2012 comme étant le manager de la nouvelle équipe Madison Genesis. Il rejoint en 2016 l'équipe Dimension Data où il est chargé de la gestion des sprints de Mark Cavendish.
En 2024, après deux ans en tant que directeur sportif chez Ineos Grenadiers, il rejoint l'équipe Bora-hansgrohe à compter sur 1er juin.

## Palmarès sur route

### Palmarès amateur
- 1991
  - Tour du Pays de Galles juniors
- 1994
  - 3e du Lincoln Grand Prix
- 1995
  - 3e du Lincoln Grand Prix
- 1996
  - Grand Prix Roger De Vlaeminck
  - 3e du Circuit du Houtland
- 1997
  - 7e étape du Circuit des plages vendéennes
  - Tour de Loire-Atlantique :
    - Classement général
    - 1re étape

  - 2e du Circuit des plages vendéennes
  - 2e du Circuit de la vallée de la Loire

### Palmarès professionnel
- 1998
  - 2e du championnat de Grande-Bretagne sur route
- 2000
  - 2e étape des Deux Jours des Éperons d'or
  - Grand Prix Vic Bodson
  - Archer International Grand Prix
  - Grote Prijs Dr. Eugeen Roggeman
  - 2e du Samyn
  - 3e de la Coupe Sels
  - 3e du ZLM Tour
  - 3e de l'Eurode Omloop
- 2001
  - Gullegem Koerse
  - 2e du Grand Prix Pino Cerami
  - 3e de Veenendaal-Veenendaal
- 2002
  - Tour Beneden-Maas
  - Grand Prix du 1er mai - Prix d'honneur Vic De Bruyne
- 2003
  -  Champion de Grande-Bretagne sur route
  - Uniqa Classic :
    - Classement général
    - 2e étape

  - 2e du Grand Prix Jef Scherens
- 2004
  -  Champion de Grande-Bretagne sur route
  - 3e du Grand Prix Rudy Dhaenens
  - 3e d'À travers les Flandres
  - 3e de Paris-Roubaix
  - 7e de la course en ligne des Jeux olympiques
- 2005
  - 2e étape du Tour de Grande-Bretagne
  - 2e d'À travers les Flandres
  - 2e du Prix national de clôture
- 2006
  - 2e étape du Tour de Grande-Bretagne
  - 2e du championnat de Grande-Bretagne sur route
- 2007
  - 2e de Gand-Wevelgem
  - 7e de Paris-Roubaix
- 2008
  - 10e de Gand-Wevelgem
- 2009
  - 2e étape du Tour du Qatar
  - 3e du Tour du Qatar
  - 3e du Tour du Danemark
  - 3e du Circuit franco-belge
- 2010
  - 4e de Paris-Roubaix
  - 7e du Tour des Flandres

### Résultats sur les grands tours

#### Tour d'Espagne
1 participation 
- 2009 : 97e

### Classements mondiaux
| Année                  | 2007 | 2008 | 2009 | 2010 |
| ---------------------- | ---- | ---- | ---- | ---- |
| Classement ProTour     | 46e  | 141e |      |      |
| Calendrier mondial UCI |      |      | 204e | 57e  |
| UCI Asia Tour          |      |      | 42e  | 228e |
| UCI Europe Tour        |      |      | 91e  | 713e |

## Palmarès en cyclo-cross
| - 1991-1992 - Champion du monde de cyclo-cross juniors - 1993-1994 - Champion de Grande-Bretagne de cyclo-cross - 1995-1996 - 3e du championnat de Grande-Bretagne de cyclo-cross - 1996-1997 - 3e du championnat de Grande-Bretagne de cyclo-cross - 1999-2000 - Champion de Grande-Bretagne de cyclo-cross - 2000-2001 - Champion de Grande-Bretagne de cyclo-cross | - 2001-2002 - Champion de Grande-Bretagne de cyclo-cross - 2002-2003 - Champion de Grande-Bretagne de cyclo-cross - 2003-2004 - Champion de Grande-Bretagne de cyclo-cross - 2005-2006 - Champion de Grande-Bretagne de cyclo-cross - 2007-2008 - Champion de Grande-Bretagne de cyclo-cross - 2008-2009 - 3e du championnat de Grande-Bretagne de cyclo-cross |

## Divers
Il est diplômé en sciences de la matière.